# Руруа, Роман Владимирович
Роман Владимирович Руруа (груз. რომან ვლადიმერის ძე რურუა; род. 25 ноября 1942, Мартвильский муниципалитет, Самегрело — Земо-Сванети) — советский борец классического стиля, чемпион олимпийских игр (1968) и серебряный призёр (1964), четырёхкратный чемпион мира (1966, 1967, 1969, 1970), шестикратный чемпион СССР (1963, 1964, 1965, 1967, 1970, 1971), Заслуженный мастер спорта СССР (1966).

## Биография
Роман Руруа родился 25 ноября 1942 года в селе Мухурча в Грузии. Был включён в олимпийскую команду и на Летних Олимпийских играх 1964 года в Токио боролся в полулёгкой весовой категории (до 63 кг).
Победитель турнира определялся по количеству штрафных баллов к окончанию турнира, штрафные баллы начислялись борцу в любом случае, кроме чистой победы, так победа по решению судей приносила 1 штрафной балл, проигрыш по решению судей 3 штрафных балла. Участник, набравший 6 штрафных баллов выбывал из турнира.
В схватках:
- в первом круге решением судей выиграл у Казимержа Масиуша (Польша), получив 1 штрафной балл;
- во втором круге на 5 минуте тушировал Музахира Сильле (Турция)
- в третьем круге решением судей выиграл у Свенда Скридструпа (Дания), получив 1 штрафной балл;
- в четвёртом круге решением судей выиграл у Йозефа Мевиса (Бельгия), получив 1 штрафной балл;
- в пятом круге решением судей выиграл у Кодзю Сакурама (Япония), получив 1 штрафной балл;
- в финальной схватке с Имре Пойяком (Венгрия), которую Роману Руруа надо было выигрывать для победы на Олимпийских играх, была зафиксирована ничья и борец остался вторым

Обошедший его Имре Пойак в пяти кругах получил только 1 штрафной балл и на своей четвёртой олимпиаде всё-таки сумел стать чемпионом.
В 1966 и 1967 годах становился чемпионом мира.
Был включён в олимпийскую команду и на Летних Олимпийских играх 1968 года в Мехико боролся в весовой категории до 63 килограммов (полулёгкий вес).

Перед началом олимпийских игр Мехико представителей мексиканской прессы, радио и телевидения попросили сделать прогноз о победителе в турнире борцов. В результате опроса Роман Руруа оказался единственным, кому все двадцать четыре опрошенных предсказали чемпионство, и наш борец оправдал их предсказание.— 
В схватках:
- в первом круге на 6 минуте тушировал Исмаила Аль-Карагули (Ирак);
- во втором круге на 7 минуте тушировал Джеймса Хэйзвинкеля (США)
- в третьем круге на 5 минуте тушировал Сретена Дамьяновича (Югославия)
- в четвёртом круге на 5 минуте тушировал Лотара Шнайдера (ГДР)
- в пятом круге решением судей выиграл у Метина Алакоша (Турция), получив 1 штрафной балл;
- в шестом круге решением судей выиграл у Димитрара Галинчева (Болгария), получив 1 штрафной балл;

Имея два штрафных балла, подошёл к финальной схватке с Хидэо Фудзимото (Япония), имеющим 4 штрафных балла с преимуществом, позволяющем свести схватку вничью, что и произошло, и борец стал олимпийским чемпионом.
О финальной схватке на Олимпиаде:

С первых же секунд сцепились основательно. Роман борется прямо, отключает Хидео руками снизу. Тот пытается продергивать Романа за шею вниз, увлечь за собой. Попробуй наклонись — и здесь же улетишь через бедро. Темп взвинчен до предела. На какой-то момент Роману удается захватить руку. Следует бросок прогибом. Свисток! Бросок не считать — за ковром. И опять бросок. В воздухе разлетаются друг от друга. Роман увлекается атаками. И здесь же платится. Фуджимото молниеносно бросает его через спину. В полете Роман «выворачивается наизнанку» и приземляется на четвереньки. Не успел Фуджимото вцепиться в спину, как Роман оказался опять на ногах. И все же, хотя бросок и неполноценный, один балл можно Фуджимото дать.— 
Интересно то, что перед олимпиадой в Мехико тренеры сборной провели слишком напряжённые сборы в условиях высокогорья. В результате, в классической борьбе советскими борцами было завоёвано только одно золото. Его получил Роман Руруа, сказавшийся больным, не участвовавший в подготовке, что позволило ему подойти к играм в оптимальной форме.
Роман Руруа является обладателем рекорда, состоящего из четырёх выигранных подряд чемпионатов мира и одних Олимпийских игр (в год Олимпийских игр чемпионаты не проводились).
Член КПСС с 1970 года.
В 1971 году на чемпионате мира Роман Руруа также мог претендовать на медали, но в пятом круге травмировал спину и остался шестым.
В 1972 году окончил Грузинский политехнический институт, закончил со спортивной карьерой, затем работал инженером, был директором детско-юношеской спортивной школы.
В 1988 году был одним из учредителей Политической организации «Спортивная Грузия».
С 1999 года по 2003 год был членом Парламента Грузии, в 2003 году также баллотировался, но не прошёл.
В сентябре 2010 года ушёл с поста вице-президента Федерации борьбы Грузии.
Живёт в Мцхете.

## Награды
- Президентский орден «Сияние» (Грузия)